# 石田穣二

石田穣二

石田 穣二（いしだ じょうじ、1925年2月24日 - 2003年5月11日）は、日本の国文学者（中古文学）。学位は、文学博士（東洋大学・論文博士・1974年）。大分県出身。妻は古典学者の石田百合子。

## 略歴
- 大分県に生まれる。
- 1954年東京大学大学院修了。
- 1957年東洋大学助教授
- 1966年東洋大学教授
- 1974年『源氏物語論集』で東洋大学より文学博士の学位を取得
- 1995年東洋大学退職し、同名誉教授。

## 人物・研究
- 『源氏物語』や『伊勢物語』、『枕草子』を中心とした中古文学を専攻。深い教養に支えられた研究は、歳月を経ても文学史研究において強い影響力を持っている。
- 特に『源氏物語』の文章を高く評価しており、講演で「源氏を読んでいればいい」（他の作品は読めるようになる）という趣旨の発言を行ったことがある。
- 1960年代から手がけていた『伊勢物語』の詳細な注釈は、逝去の為に六八段までで終わったが、後に『伊勢物語注釈稿』として弟子の茅場康雄、河地修らによってまとめられている。
- フランス語の本を原書で読む語学力を持っていた。

## 著書

### 単著
- 『上代中古日本文学史』東洋大学出版部・1959年
- 『源氏物語論集』桜楓社・1971年
- 『源氏物語攷その他』 笠間書院・1989年
- 木偶居句集 石田穣二先生を囲む会編 私家版、2001.8
- 『伊勢物語注釈稿』竹林舎(発行)・2004年（遺稿）(発売:神田神保町 新日本書籍)

### 編著
- 鑑賞日本古典文学『枕草子』角川書店・1975年

### 校注・校訂
- 『枕草子』松浦貞俊と訳注、角川文庫・1966年 のち単独で新版
- 『紫明抄・河海抄』角川書店・1968年　玉上琢弥編、「河海抄」の校訂を担当。
- 『伊勢物語』角川文庫・1979年
- 新潮日本古典集成『源氏物語』1～8巻　清水好子との校注 新潮社・1976～1985年